# ألف شيروود
ألف شيروود (بالإنجليزية: Alf Sherwood)‏ (13 نوفمبر 1923 في المملكة المتحدة - 12 مارس 1990 في المملكة المتحدة) هو مدرب كرة قدم ولاعب كرة قدم بريطاني (وحمل سابقاً جنسية المملكة المتحدة لبريطانيا العظمى وأيرلندا) في مركز الظهير. شارك مع منتخب ويلز لكرة القدم. أما مع النوادي، فقد لعب مع كارديف سيتي ونادي باري تاون يونايتد ونيوبورت كونتي وأبردير تاون ‏.

## وصلات خارجية
- ألف شيروود على موقع قاعدة بيانات كرة القدم.إي يو (الإنجليزية)
- ألف شيروود على موقع ناشيونال فوتبول تيمز (الإنجليزية)